# Henry van de Velde

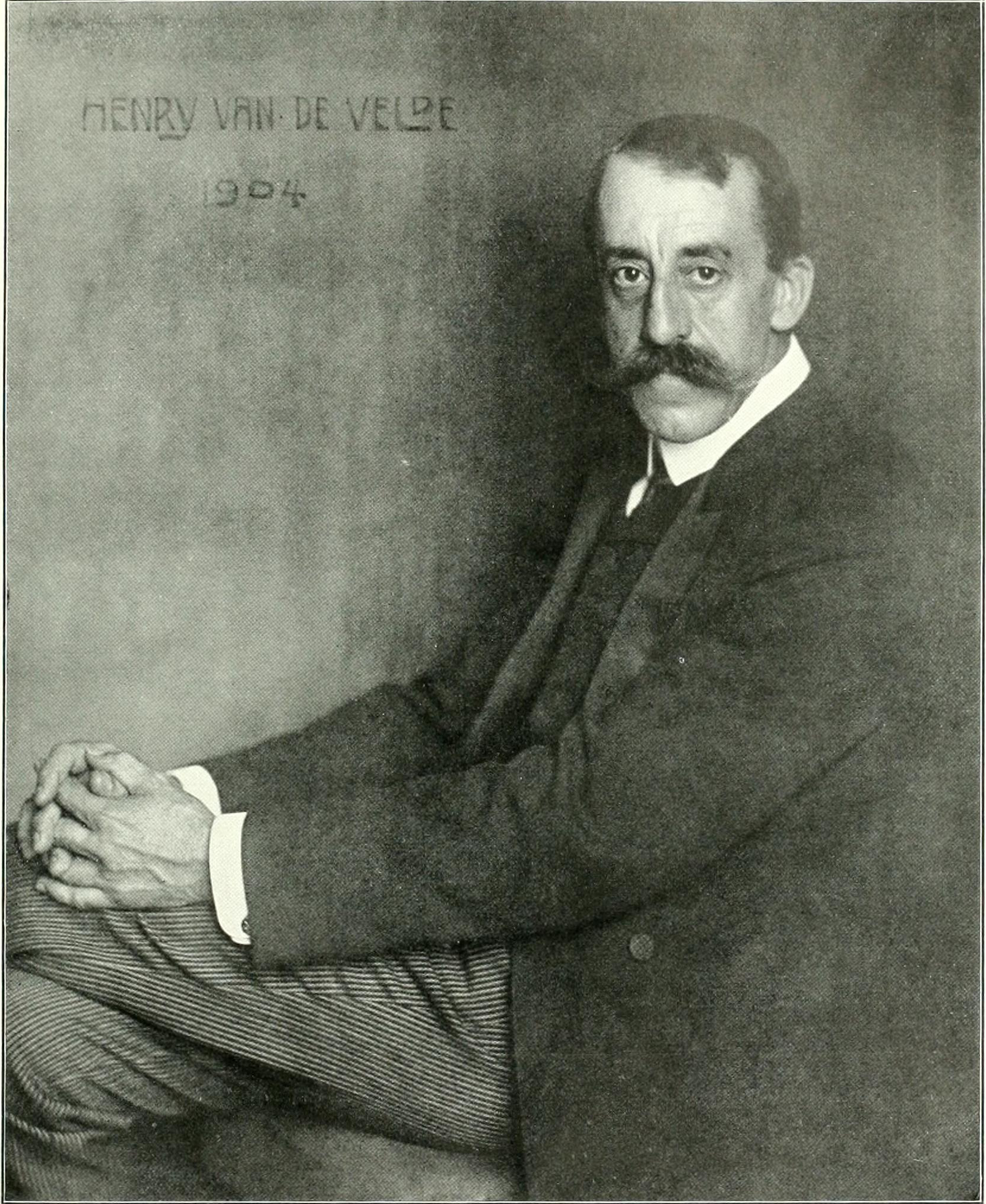
Henry van de Velde, Porträtfoto 1904 von Nicola Perscheid

Henry Clement van de Velde (im belgischen Niederländisch auch Henry Clemens Van de Velde; * 3. April 1863 in Antwerpen; † 25. Oktober 1957 in Zürich) war ein flämisch-belgischer Architekt und Designer.
Van de Velde gilt als einer der vielseitigsten Künstler des Jugendstils. Von ihm ging eine fundamentale Erneuerung der angewandten Kunst aus. Seine Arbeiten in unterschiedlichen Materialien überwanden das gegenständliche Decorum des späten 19. Jahrhunderts.

## Leben und Wirken
Henry van de Velde war sechstes von acht Kindern des wohlhabenden Apothekers Guillaume Charles van de Velde (1825–1901). Seine Mutter Jeanne Aimée Aurore van de Velde geb. de Paepe (1826–1888) stammte ebenfalls aus einer Apothekerfamilie. Sein Vater organisierte nebenher Festivals für berühmte internationale Komponisten. 
Henry van de Velde besuchte in Antwerpen das Koninklijk Atheneum, ein humanistisches Gymnasium, und freundete sich zu Beginn des Schuljahrs 1878/1879 in der vierten Lateinklasse mit dem späteren Dichter Max Elskamp an. Ihr Briefverkehr befindet sich im Archiv der Universitätsbibliothek von Antwerpen.
Von 1880 bis 1885 studierte er an der Kunsthochschule Antwerpen, ab 1883 auch kurzzeitig im Privatatelier des Malers Charles Verlat. Im selben Jahr war er Mitbegründer der Künstlervereinigung Als Ik Kan. Als van de Velde an der Antwerpener Kunstausstellung das Bild Bar in den Folies Bergère von Édouard Manet gesehen hatte, entschloss er sich, in Paris weiterzustudieren. Dort schloss er sich 1884/1885 der impressionistischen Malergruppe L’Art Indépendant an, und auf Vermittlung von Peter Benoit wurde er Schüler von Émile Auguste Carolus-Duran.
Als van de Velde wieder nach Belgien zurückkehrte, suchte er die Einsamkeit und lebte vier Jahre im Gasthaus von Wechelderzande, einem kleinen Ort nahe Antwerpen. In der dortigen Künstlerkolonie befreundete er sich mit Adriaan Joseph Heymans, Florent Crabeels und Jacques Rosseels (1828–1912). Neben seinem künstlerischen Schaffen las van de Velde u. a. die Werke von Friedrich Nietzsche und Émile Zola. Im Sommer 1887 besuchte ihn die schon an Krebs erkrankte Mutter, und van de Velde pflegte und porträtierte sie. Im Winter 1887/1888 kehrten sie zusammen nach Antwerpen zurück. Zusammen mit Max Elskamp, Georges Serigier, George Morren und dem Advokaten Charles Dumercy gründete van de Velde 1887 die drei Jahre aktive Association pour l’art indépendant.
1888 wurde van de Velde von der Künstlervereinigung Les Vingt als Mitglied aufgenommen. In den Wintermonaten war er zusammen mit anderen Künstlern, Schriftstellern, Dichtern und Politikern oft zu Gast bei Edmond Picard. Wegen einer sich anbahnenden Neurasthenie verbrachte van de Velde den Sommer 1889 bei seinem Bruder in der Blankenberger Villa und lernte in dieser Zeit Charles Van Lerberghe, mit dem er sich anfreundete, sowie Émile Vandervelde und den Advokaten Max Hallet kennen. Später zog van de Velde zu seiner älteren Schwester Jeanne und ihrem Mann nach Kalmthout ins Haus „Vogelenzang“. In dieser Zeit hatte er u. a. Kontakt zu August Vermeylen und gestaltete für die neu gegründete Literaturzeitschrift Van Nu en Straks die Titelschrift.
Da van de Velde mit seiner Malerei nicht zufrieden war, versuchte er durch die Kunststickerei das zu verwirklichen, was er in der Malerei glaubte nicht erreichen zu können. So hielt sich van de Velde von Mitte Oktober 1892 bis Frühling 1893 bei seiner Tante Maria Elisabeth de Paepe in Knokke-Heist auf, um bei ihr die Applikationsstickerei zu erlernen. Daraus entstand der Wandbehang Engelswache, der sich heute im Museum für Gestaltung Zürich befindet. „Ein Gefühl von Unruhe und mangelnder Befriedigung beherrschte uns um 1890 so allgemein“, schrieb Henry van de Velde in seinen Kunstgewerblichen Laienpredigten (in deutscher Sprache 1902 erschienen). Die resultierende künstlerische Sinnkrise ließ ihn um 1893/1894 seine Laufbahn als Maler abbrechen und sich der Architektur und der angewandten Kunst zuwenden.

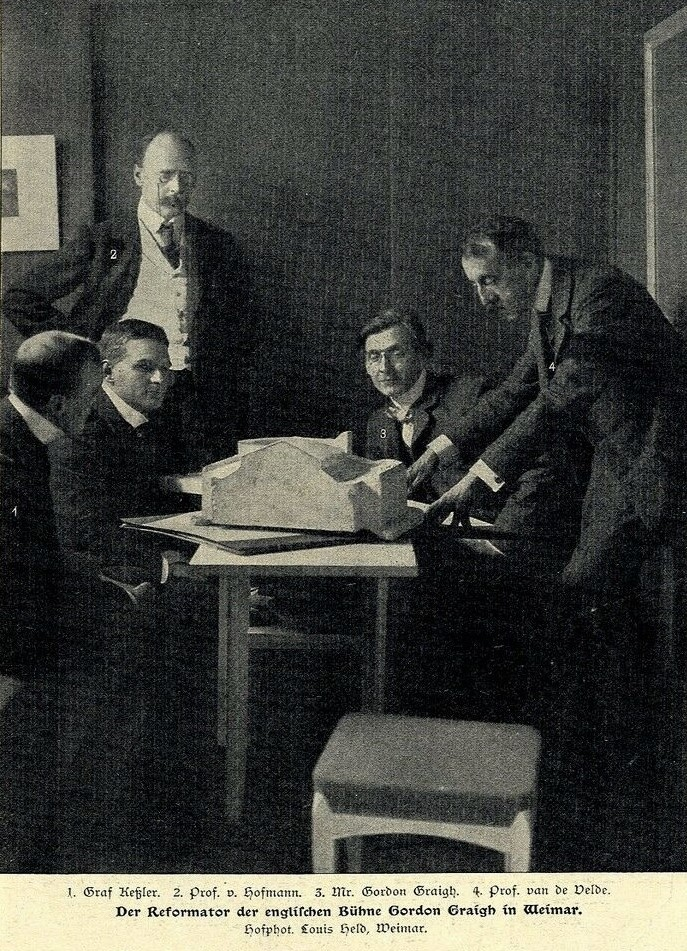
Harry Graf Kessler, Ludwig von Hofmann, Edward Gordon Craig und Henry van de Velde

Zu Ostern 1893 besuchten ihn Théo van Rysselberghe mit seiner Frau Maria van Rysselberghe (1866–1959), Émile Verhaeren, Alfred William Finch und Maria Sèthe (1867–1943), die er im Mai 1894 in Uccle heiratete. Ihre Hochzeitsreise führte sie zu Johanna van Gogh-Bonger.
Nachdem van de Velde Julius Meier-Graefe von der 1895 neu gegründeten Zeitschrift Pan kennengelernt hatte, schrieb er über die Jahre verschiedene Artikel für die Zeitschrift. Als 1895 Siegfried Bing seine Galerie in Paris unter dem neuen Namen Hôtel de l’Art Nouveau (oder Maison de l’Art nouveau) mit neuen Ausstellungsräumen einrichten lassen wollte, konnte van de Velde ein großes Esszimmer, ein Rauchzimmer in Kongo-Holz, ein kleines Kabinett in Zitronenholz und einen rotundenartigen größeren Raum mit abgestimmten Möbeln und Wandfüllungen gestalten. Die von anderen Künstlern geschaffenen Möbel, Beleuchtungskörper, Tapeten, Stoffe und Teppiche sollten Teile eines lebendigen Ganzen bilden.
Wenige Wochen nach der Eröffnung der skandalumwitterten Ausstellung besuchte eine Delegation aus Dresden mit Woldemar von Seidlitz, dem Generaldirektor der Dresdner Museen, an deren Spitze die Galerie. Die in Paris für Bing entworfenen und geschaffenen vier Zimmer sollten 1897 in Dresden an der Internationalen Kunstausstellung im Städtischen Ausstellungspalast wieder aufgestellt werden. Zusätzlich sollte ein großer „Ruheraum“ für die Besucher geschaffen werden. Für seinen Künstlerfreund Constantin Meunier wurden zwei große Säle für eine Gesamtschau seines Schaffens zur Verfügung gestellt. In Dresden angekommen, bezogen die beiden Künstler mit ihren Ehefrauen das Hotel Bellevue. Nach der dreiwöchigen Ausstellung war van de Velde auch in Deutschland bekannt. Auf der Rückreise besuchten sie van de Veldes Freund und ersten deutschen Auftraggeber Curt Herrmann in Berlin.
Hermann und Eberhard von Bodenhausen ermöglichten van de Velde durch ihr Kapital, mit der Gründung seiner Société van de Velde über ein großes Haus im Brüsseler Vorort Ixelles zu verfügen. Die eigenen Werkstätten für die Herstellung von Möbeln, Beleuchtungskörpern und anderen Einrichtungsgegenständen und auch für Schmuck waren bald voll ausgelastet. Die neuen Werkstätten und seine Beziehungen zu den verschiedenen „Kunsthäusern“ in Paris, Berlin und Den Haag ermöglichten es van de Velde, seine eigenen Produkte auszustellen und zu verkaufen sowie Aufträge einiger belgischer Intellektueller und Kunstfreunde anzunehmen, die als überzeugte Freunde der neuen Kunstströmung Möbel, Schmuckstücke und Bucheinbände bei ihm bestellten. Auch in Deutschland wuchs die Zahl der Auftraggeber. Unter ihnen befand sich der junge, aus einer angesehenen Chemnitzer Textilunternehmerfamilie stammende Herbert Eugen Esche.

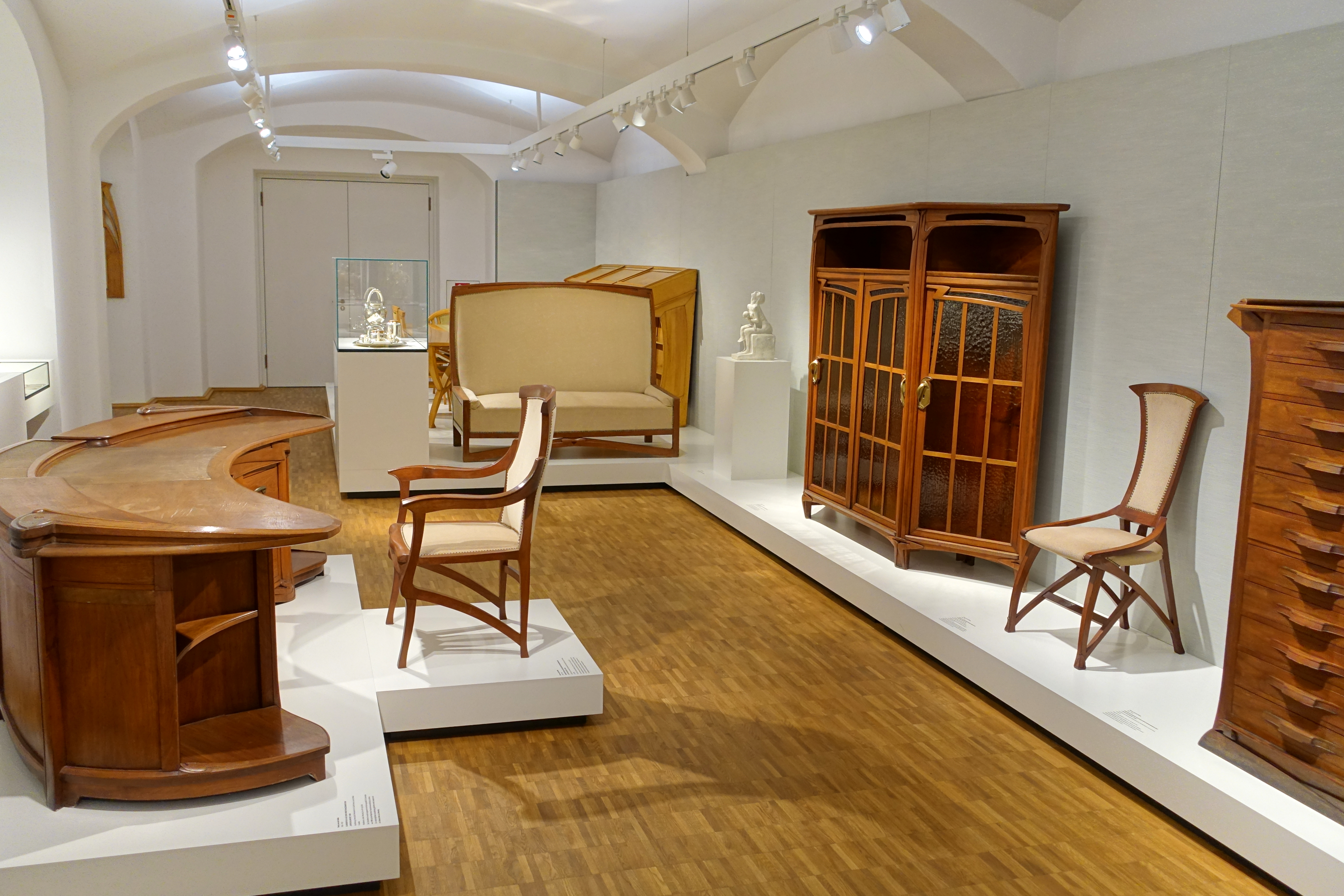
Von Henry van de Velde entworfene Möbel im Hessischen Landesmuseum Darmstadt

Sein Mäzen Harry Graf Kessler ließ sich seine Berliner Wohnung an der Köthener Straße von ihm ausstatten, später auch die an der Cranachstraße in Weimar. 
Van de Velde erhob die Linie zum alleinigen Ausdrucksträger seiner Objekte, exemplarisch gesteigert zur plastischen Form erscheint sie in den berühmt gewordenen Kandelabern von 1898, die für Kessler angefertigt wurden. Kessler beteiligte sich auch an van de Veldes Werkstätten für angewandte Kunst und bewog ihn 1901 zur Übersiedlung nach Berlin, indem er ihn in kunstinteressierten Kreisen bekannt machte und dort sein Programm vorstellen ließ.

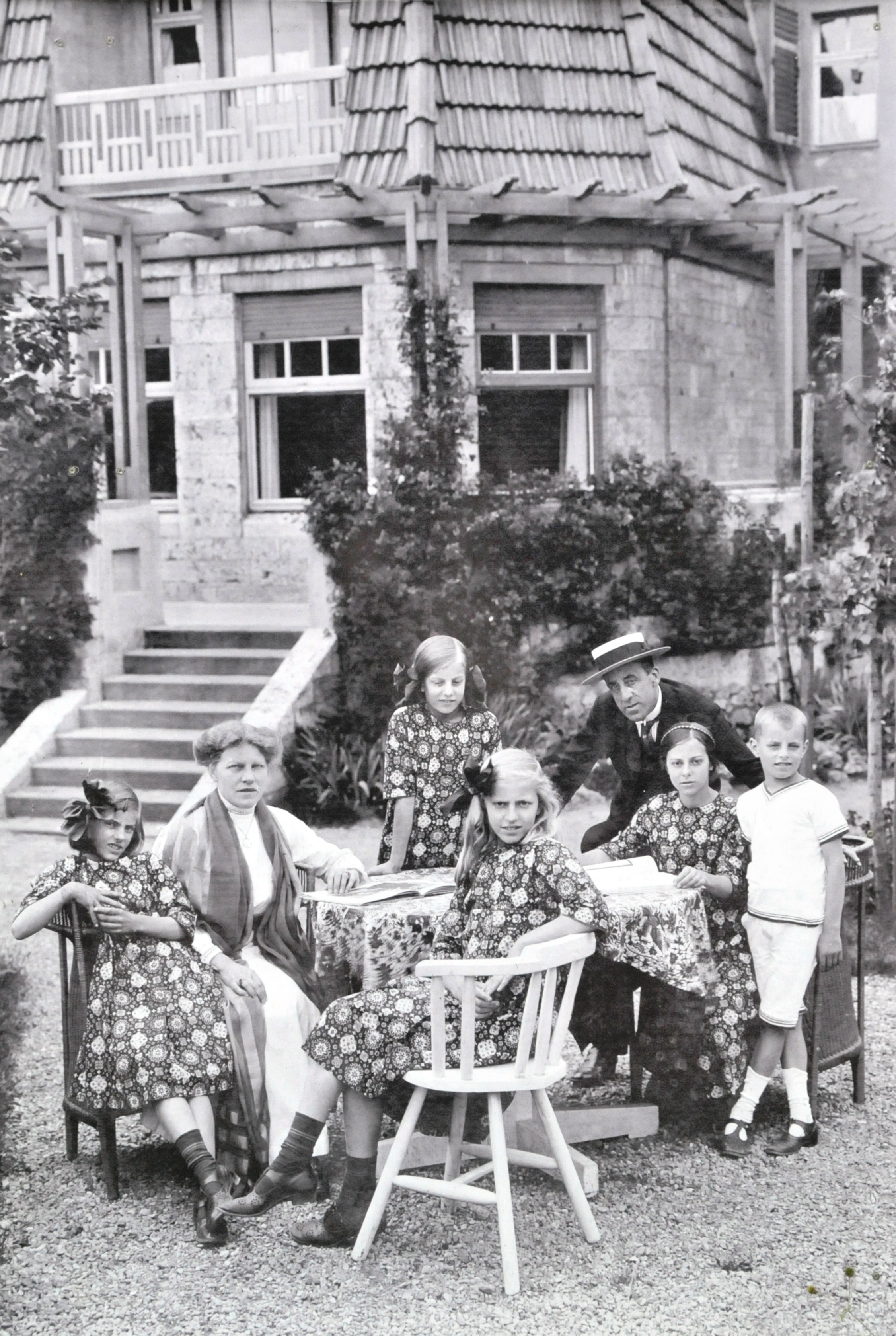
Familie van de Velde vor dem Haus Hohe Pappeln

Im Jahr 1900 nahm Karl Ernst Osthaus Kontakt mit van de Velde auf und stellte ihm seine Idee eines Museums vor, das der Kunst in der Industrieregion des Ruhrgebiets einen höheren Stellenwert verschaffen sollte. Van de Velde begleitete das Museumsprojekt, gestaltete die Innenausstattung im Jugendstil und beriet Osthaus, der vorher vor allem an deutscher Malerei des 19. Jahrhunderts aus der Umgebung der Düsseldorfer Malerschule interessiert war, auch bei Ankäufen von belgischen und französischen Kunstwerken. Ende 2013 wurden verschiedene von ihm entworfene Objekte aus dem Familienbesitz Osthaus in München versteigert, so eine silberne, mit Ceylon-Mondsteinen und Diamantrosen besetzte Gürtelschnalle, ein Schrank aus dem Musikzimmer sowie ein Havana-Sessel von 1897.
Harry Graf Kessler und Elisabeth Förster-Nietzsche setzten sich am Hof des Großherzogtums Sachsen-Weimar-Eisenach in Weimar dafür ein, van de Velde dorthin zu holen. Er hatte dabei auch den Auftrag des Großherzogs Wilhelm Ernst, sich besonders um die Produktkultur der Kunsthandwerksbetriebe und -industrie im Land zu kümmern, die bald erfolgreich nach seinen Entwürfen arbeiteten.
In Weimar zog van de Velde mit seiner Familie in ein Haus an der Cranachstraße im Wohnviertel Silberblick; es lag wenige hundert Meter von Elisabeth Förster-Nietzsches Villa entfernt. Zusammen mit seiner Frau richtete er mit den wenigen beweglichen Möbeln, die sie aus dem Haus Bloemenwerf kommen ließen, die Wohnung ein. Seinen Mitarbeiter und guten Freund der Familie, den schwedischen Zeichner Hugo Westberg, hatte van de Velde von Berlin nach Weimar mitgenommen. Westberg führte zusammen mit Friedrich Scheidemantel alle von van de Velde in den Weimarer Jahren entworfenen Möbel aus. Nachdem die ursprüngliche Mietwohnung für die inzwischen siebenköpfige Familie zu klein geworden war, ließ van de Velde 1906/1907 an der Belvederer Allee 58 das „Haus Hohe Pappeln“ nach eigenen Entwürfen errichten. Sein am 15. Oktober 1902 gegründetes Kunstgewerbliches Seminar und seine Privatateliers richtete er im „Prellerhaus“ ein.
Die Großherzoglich Sächsische Kunstgewerbeschule Weimar wurde 1908 auf Initiative von van de Velde gegründet und von Großherzog Wilhelm Ernst finanziert. Bis zu ihrer Schließung im Jahr 1915 war van de Velde deren Direktor. Die Kunstgewerbeschule wurde nach 1919 Keimzelle des Bauhauses.
Im Dezember 1996 wurde der Kunstgewerbeschulbau (Van-de-Velde-Bau) zusammen mit dem Kunstschulgebäude in die UNESCO-Welterbeliste aufgenommen. Das Kunstschulgebäude (auch „Ateliergebäude“ genannt) wurde nach den Plänen von van de Velde in zwei Bauphasen 1904/1905 und 1911 gegenüber dem Kunstgewerbeschulbau von 1905/1906 errichtet. 

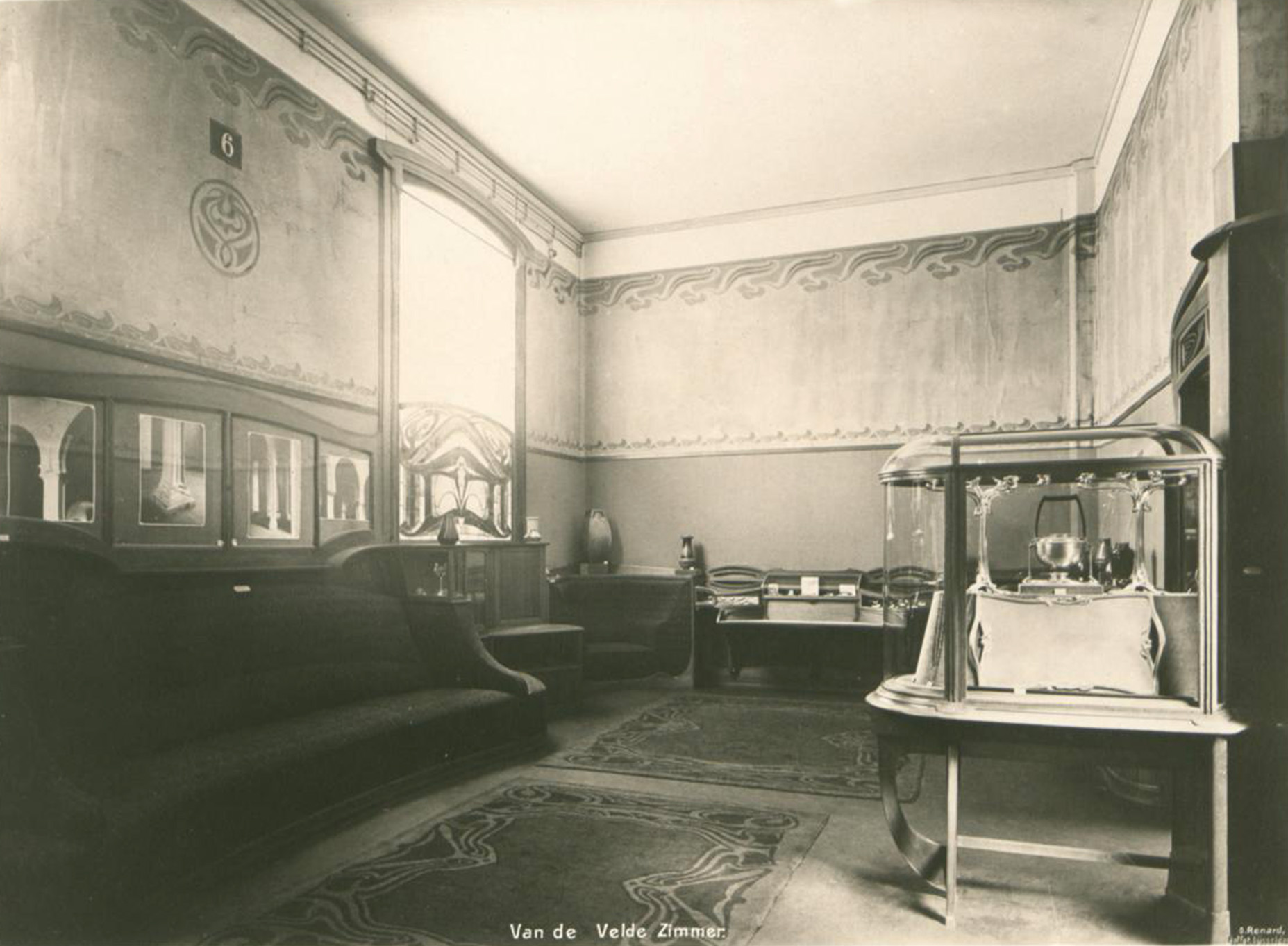
Van-de-Velde-Zimmer in Düsseldorf, 1902

Van de Velde war sowohl Mitglied im 1903 gegründeten Deutschen Künstlerbund (DKB) als auch im vier Jahre später gegründeten Deutschen Werkbund (DWB).
Gemeinsam mit Anna Muthesius und Paul Schultze-Naumburg entwarf er auch künstlerisch inspirierte Modelle weiblicher Reformkleidung. 1902 wurde anlässlich der Industrie- und Gewerbeausstellung Düsseldorf im Ausstellungspalast ein „Van-de-Velde-Zimmer“ eingerichtet. Von 1908 bis 1909 gestaltete er den Innenraum von Schloss Lauterbach ebenfalls im Jugendstil um. Bauaufträge des Großherzogs blieben aus, doch arbeitete Van de Velde erfolgreich als Architekt für private Auftraggeber. In Weimar nicht mehr ausgeführt wurden ein geplantes monumentales Nietzsche-Denkmal, ein Sommertheater für die Schauspielerin Louise Dumont und ein Restaurant am Weimarer Ausflugsziel Webicht.
Von 1914 bis 1916 leitete van de Velde auf Wunsch seines Freundes Harry Graf Kessler während dessen Einberufung zum Kriegsdienst im Ersten Weltkrieg die von Kessler gegründete Cranach-Presse in Weimar. Die Kunstgewerbeschule wurde kriegsbedingt 1915 geschlossen.

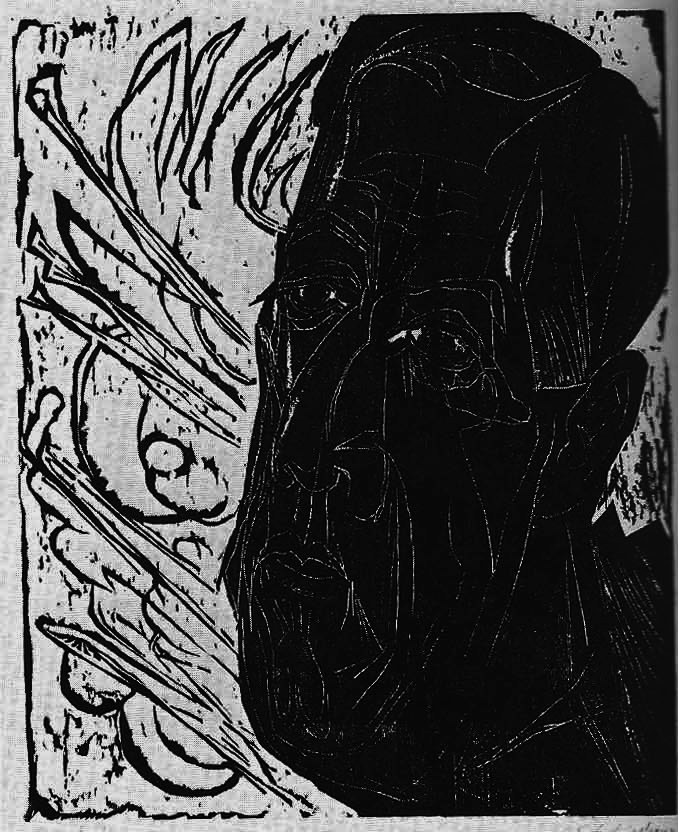
Bildnis als Holzschnitt, 1917 von Ernst Ludwig Kirchner

Als „feindlicher Ausländer“ während des Ersten Weltkriegs nicht mehr gelitten, verließ van de Velde 1917 Weimar. Er hatte teilweise als Angehöriger einer „kriegsgegnerischen Nation“ politischen Druck zu ertragen. So musste er sich angeblich zeitweise dreimal täglich bei der Polizei in Weimar melden, obwohl er einen deutschen Pass besaß. Im Sommer 1918 kaufte van de Velde in Uttwil in der Schweiz das ehemalige „Hotel Schloss“, wohin ihm seine Familie im November 1918 nachfolgte. Ihre Zwillinge gingen in die öffentliche Sekundarschule nach Dozwil. Dabei mögen finanzielle Gründe mitgespielt haben. Da van de Velde belgischer Staatsbürger war, wurde sein Guthaben auf deutschen Banken von der jungen Weimarer Republik gesperrt, so dass er sich seiner Existenzgrundlage beraubt sah. Zu den Freunden und Gästen gehörte u. a. René Schickele, der auch nach Uttwil zog. Ein paar Monate lang blühte van de Veldes Traum von der Einheit von Kunst und Leben. Es kamen so viele Literaten, Musiker, Künstler und andere „Geistige“ nach Uttwil wie nie zuvor – und danach nie wieder.
Auf van de Veldes Initiative hin und mit seiner finanziellen Unterstützung verbrachte Ernst Ludwig Kirchner ab Mitte September 1917 zehn Monate im Sanatorium Bellevue in Kreuzlingen, ebenfalls im Thurgau. Dort lernte seine älteste Tochter Nele van de Velde im Frühling 1918 Kirchner kennen, befreundete sich mit ihm und wurde seine einzige Schülerin.
Von 1920 bis 1926 entwarf er als Architekt für das Mäzenaten-Ehepaar Kröller-Müller ein Privatmuseum in Otterlo in den Niederlanden, das jedoch erst 1938 als Provisorium fertiggestellt wurde. 1925 erhielt er eine Professur für Architektur an der Universität Gent und wurde ein Jahr später Direktor des neu gegründeten Institut Supérieur des Arts Décoratifs (ISAD) in Brüssel. 
Der Neustart in Belgien war nicht einfach. Van de Velde wurde noch Jahre nach dem Ersten Weltkrieg als Germanophiler angegriffen und ihm eine angebliche deutsche Staatsangehörigkeit vorgeworfen. 1936 wurde er emeritiert, beteiligte sich aber noch an zwei Weltausstellungen, der Weltfachausstellung Paris 1937 und der 1939 New York World’s Fair. 1939 wurde van de Velde zum Mitglied der belgischen Königlichen Kommission der Monumente und Landschaften berufen. Wegen seiner Tätigkeit als Conseiller esthétique de la reconstruction, als Berater für Wiederaufbau unter der deutschen Militärverwaltung, wurde der 83-Jährige nach dem Zweiten Weltkrieg in Belgien erneut angefeindet. Er musste sich unter dem Vorwurf der Kollaboration einem entsprechenden Verfahren unterwerfen, das jedoch nach kurzer Zeit eingestellt wurde.
Auf Einladung von Maja Sacher siedelte sich van de Velde mit seiner Tochter Nele im Herbst 1947 erneut in der Schweiz an. Die ersten Jahre wohnten sie im Haus der Kinderpsychiaterin Marie Meierhofer „im Holderbach“ in Oberägeri. Der Architekt Alfred Roth baute ihnen in der Nähe ein einfaches Bungalow-Holzhaus, das sie 1957 bezogen und in dem sie zeitlebens mietfrei leben konnten.
Kurze Zeit darauf starb Henry van de Velde. Sein Nachlass blieb in Brüssel zurück, wurde aber teilweise von Freunden zum Verfassen seiner „Lebensreise“ ins Exil gebracht. Nele wohnte mit ihrem Foxterrier „Chipa“ bis zu ihrem Tod weiterhin im Haus in Oberägeri.

## Familie
Die Vorfahren seiner Frau Maria Sèthe waren Schotten. Der Großvater arbeitete als Astronom am Hof eines Prinzen von Hessen. Er wurde zunächst hessischer, später niederländischer Staatsbürger. Ihre Mutter stammte aus dem Rheinland und versammelte in ihrem Haus junge Virtuosen und Künstler aus dem Kreis der Künstlervereinigung Les Vingt. Maria wuchs die ersten drei Jahre in Paris auf, bevor die Familie 1870 nach Uccle an den Dieweg zog. Ihr Vater war Unternehmer, und eine ihrer Schwestern heiratete Paul Du Bois.

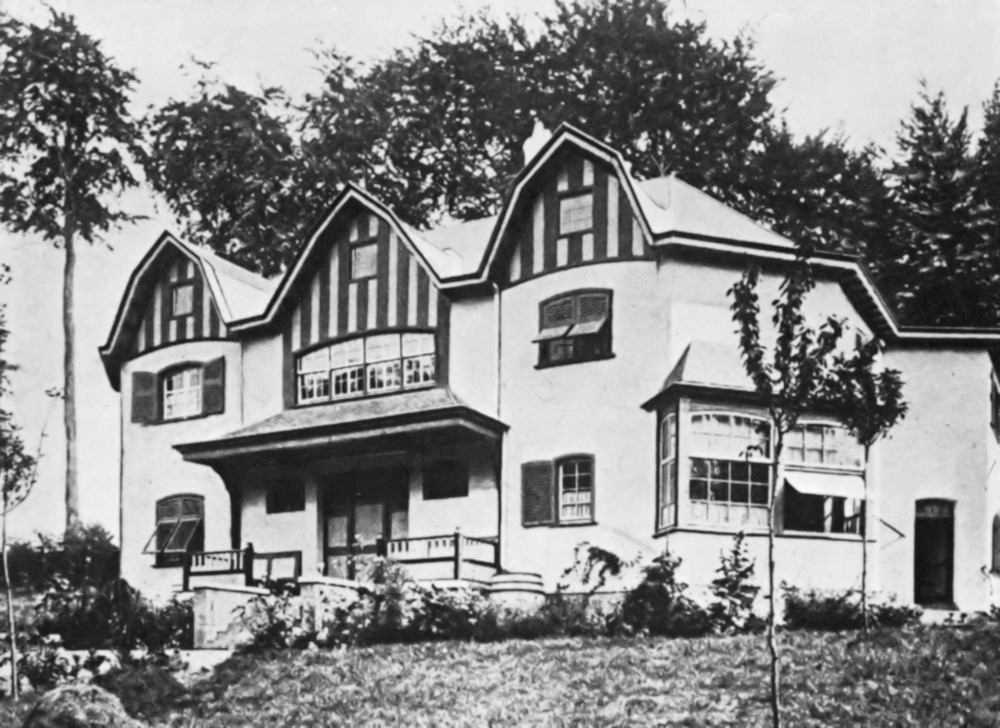
Villa Bloemenwerf

Nach der Hochzeit im Jahr 1894 lebte das Paar im Haus der Eltern von Maria. Im Frühling 1895 starb ihr erstes Kind kurz nach der Geburt. Bald danach ließ van de Velde auf einem Grundstück seiner Schwiegermutter seinen Familiensitz bauen. Gemäß seinem eigenen Credo, „daß jeder, der ein Heim nach seinem Geschmack, seinem Willen und seinem Herzen errichten wolle, die Pläne eines solchen Hauses selbst ausführen könne“, entwarf er nicht nur die Pläne des Hauses, sondern auch die gesamte Einrichtung und Ausschmückung mit Ausnahme der Versorgungstechnik und den englischen Messingbetten – die wie die Pläne von Bloemenwerf das Prinzip des „Vernunftgemäßen“ verkörperten. Ihr Haus Bloemenwerf benannten sie nach einem bescheidenen Landhaus, das sie auf ihrer Hochzeitsreise zwischen Utrecht und Amsterdam entdeckt hatten. Im Frühjahr 1896 konnten sie einziehen.
Auch das zweite Kind starb 1896 bald nach der Geburt. Die nachfolgenden Töchter Cornélie Jenny (genannt Nele; 1897–1965), Hélène Johanna Rosina (genannt Puppie, Lene oder Helen; 1899–1935) und Anne Sophie Alma (1901–1945) kamen in Bloemenwerf zur Welt. Im Jahr 1904 wurden in Weimar die Zwillinge Thylbert (genannt Thyl; † 1980) und Thylberthe (genannt Thylla; † 1955) geboren. Nele, Helen und Anne besuchten ab 1907 die Freie Schulgemeinde Wickersdorf.
Helen heiratete 1923 den Hamburger Bankier Joachim von Schinckel, mit dem sie auf das Gut Schwechow bei Schwerin zog und zwei Kinder hatte. In Hamburg-Blankenese baute Henry van de Velde für die junge Familie 1928 eine Villa.
Anne Sophie lebte 1919/1920 mit ihrem Bruder in einem Internat in St. Gallen, danach mit ihren Eltern in den Niederlanden. Nach Abschluss eines Chemiestudiums heiratete sie im Jahr 1927 den Agraringenieur Joachimus von Houweninge, mit dem sie nach Java zog, wo ihr Mann eine Plantage leitete. Die dreifache Mutter starb 1945 in einem Internierungslager in Surabaya an Unterernährung. Ihre Kinder und ihr Mann überlebten und kehrten nach Europa zurück.

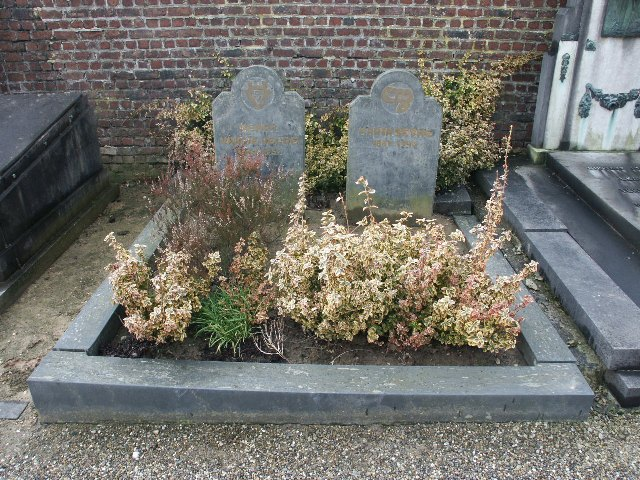
Grab von Henry van de Velde und Maria van de Velde-Sèthe in Tervuren

Thyl verschrieb sich früh der Landwirtschaft und züchtete schon als Junge Kaninchen. Über die Erlöse konnte er frei verfügen, stiftete aber die „Karnickelkasse“ der notleidenden Familie im Ersten Weltkrieg. 1929 heiratete er Leentje, die Tochter des flämischen Schriftstellers Herman Teirlinck. In zweiter Ehe heiratete Thyl Rachel van de Berghe. Nach dem Tod des Vaters wurden von ihm und Nele die Memoiren unter Mitwirkung des Kunsthistorikers Hans Curjel aufgearbeitet. Bis zu seinem Tod im Jahr 1980 betreute er den künstlerischen Nachlass des Vaters.
Thylla ging mit 26 Jahren an die von ihrem Vater neu gegründete Designhochschule La Cambre in Brüssel und heiratete im selben Jahr, zwei Wochen nach der Eheschließung ihres Zwillingsbruders, Pierre Janlet, einen Kunstliebhaber und späteren Museumsdirektor. 1941 heiratete Thylla erneut, diesmal den jüngsten Sohn der Familie von Anton und Helene Kröller-Müller, Bob Kröller. Die Familie Kröller-Müller war seit den 1920er Jahren ein wichtiger Auftraggeber von van de Velde.
Maria van de Velde verstarb 1943 an den Folgen einer Krebserkrankung. Henry van de Velde starb 1957 in Zürich und fand in der von ihm gestalteten Grabstätte auf dem Gemeindefriedhof von Tervuren neben seiner Frau seine letzte Ruhestätte.

## Ehrungen
- Ehrendoktorwürde der Technischen Hochschule München
- 1957: Ernennung zum Ehrensenator durch die Hochschule für Architektur und Bauwesen Weimar in der damaligen DDR
- Seit 1994 gibt es in Weimar die Henry-van-de-Velde-Straße.

## Ausstellungen
- 2013: Leidenschaft, Funktion und Schönheit – Henry van de Velde und sein Beitrag zur Europäischen Moderne, Klassik Stiftung Weimar in Kooperation mit den Königlichen Museen für Kunst und Geschichte, Brüssel[12]
- 2013: Der Architekt Henry van de Velde, Bauhaus-Universität Weimar[13]
- 2013: Henry van de Velde und Edvard Munch in Chemnitz, Kunstsammlungen Chemnitz
- 2014: Henry van de Velde – Interieurs, Museum für Gestaltung Zürich[14]

## Galerie einer Auswahl seiner Werke

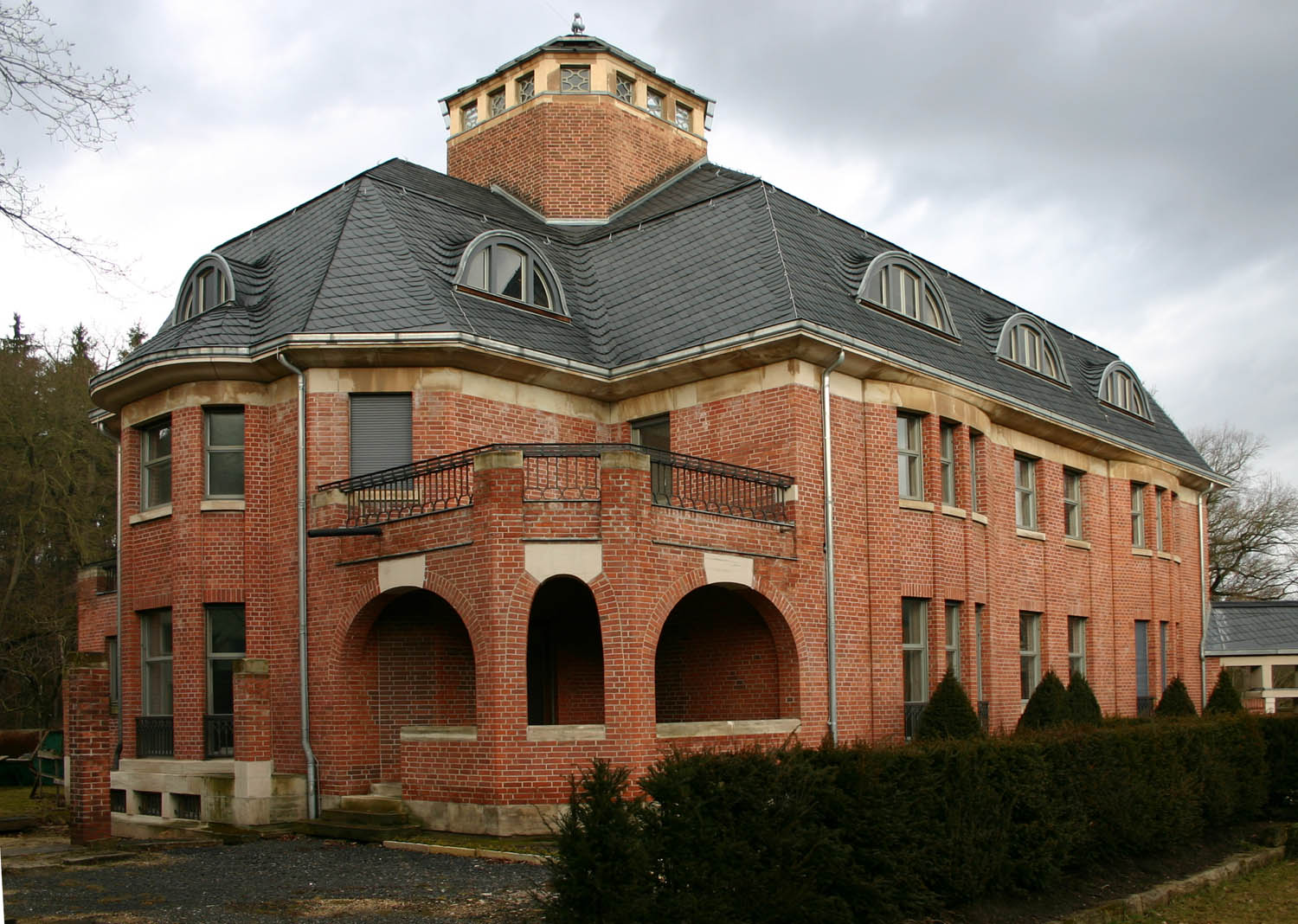
Haus Schulenburg in Gera
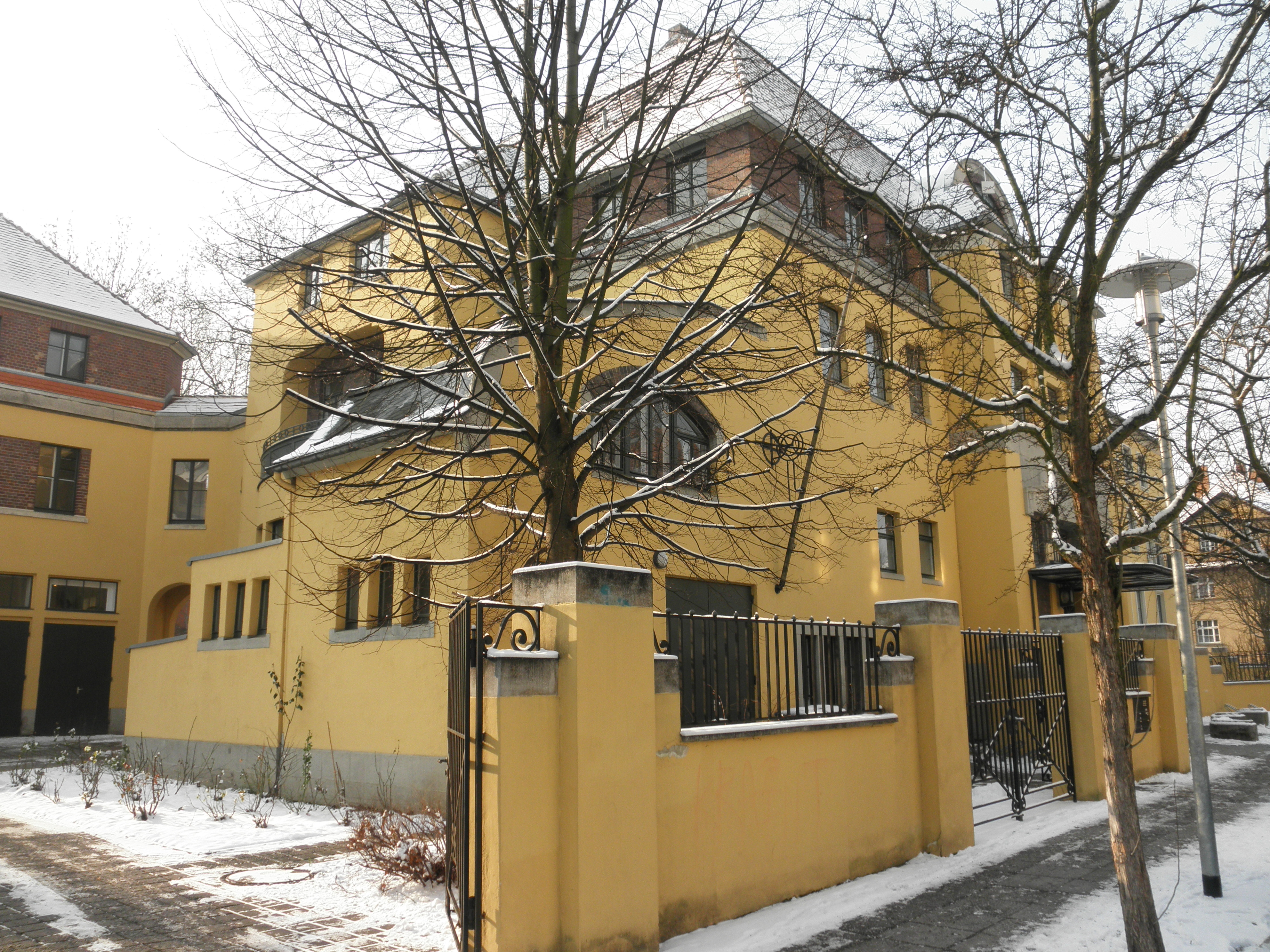
Villa Dürckheim in Weimar
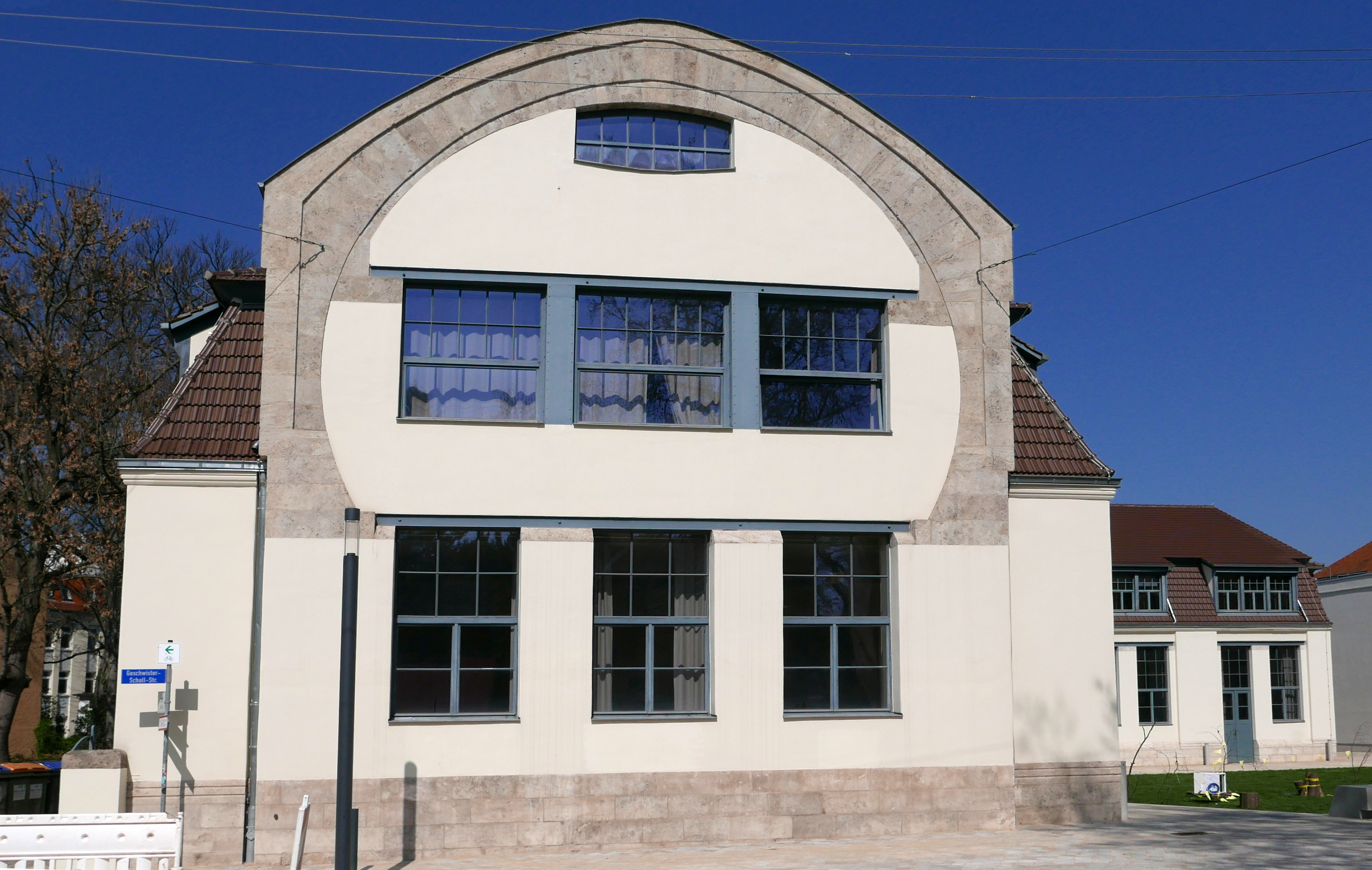
Kunstgewerbeschule Weimar (im Obergeschoss das Atelier von Henry van de Velde)
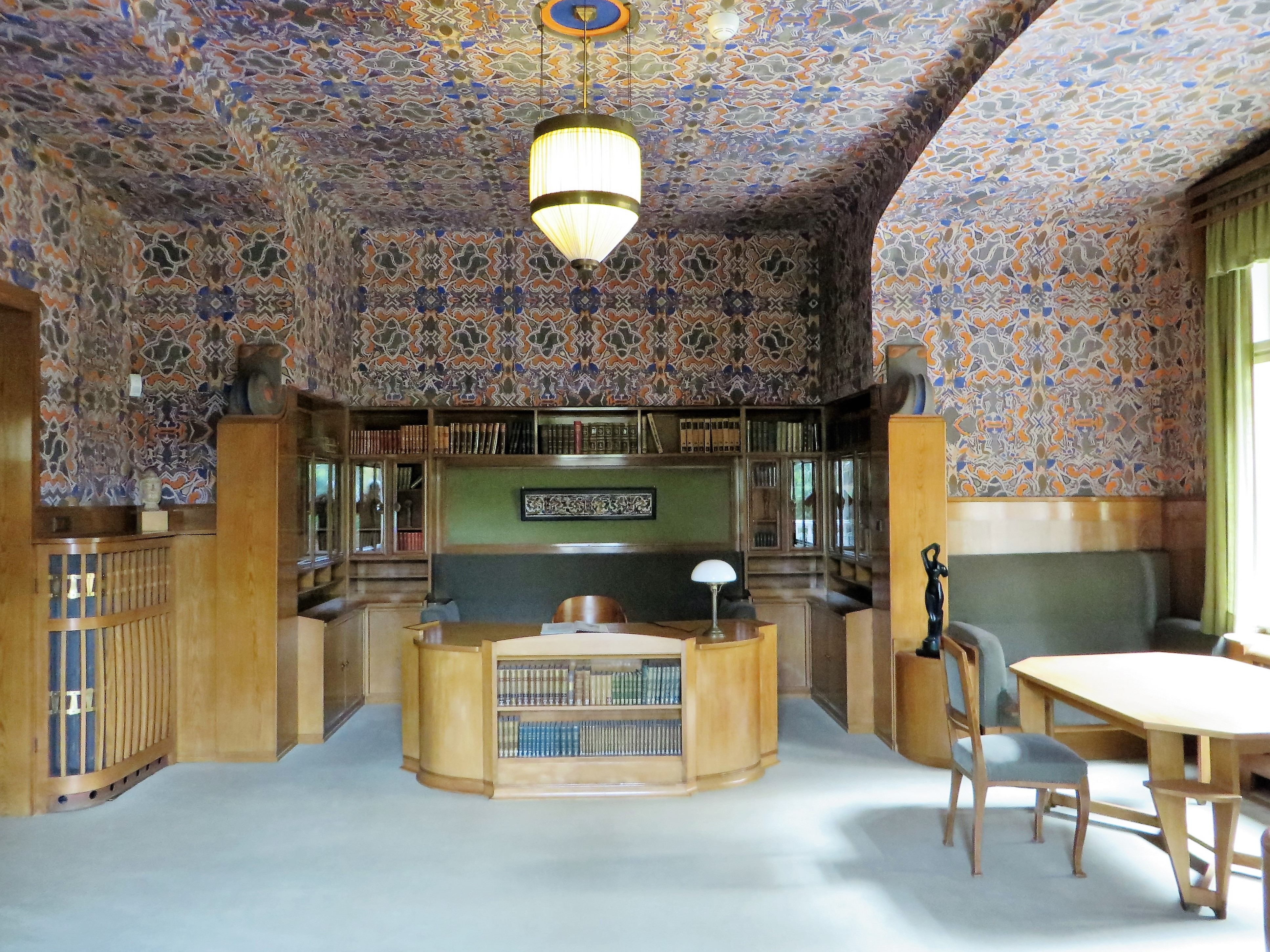
Arbeitszimmer im Haus Hohenhof in Hagen

## Bauten (Auswahl)

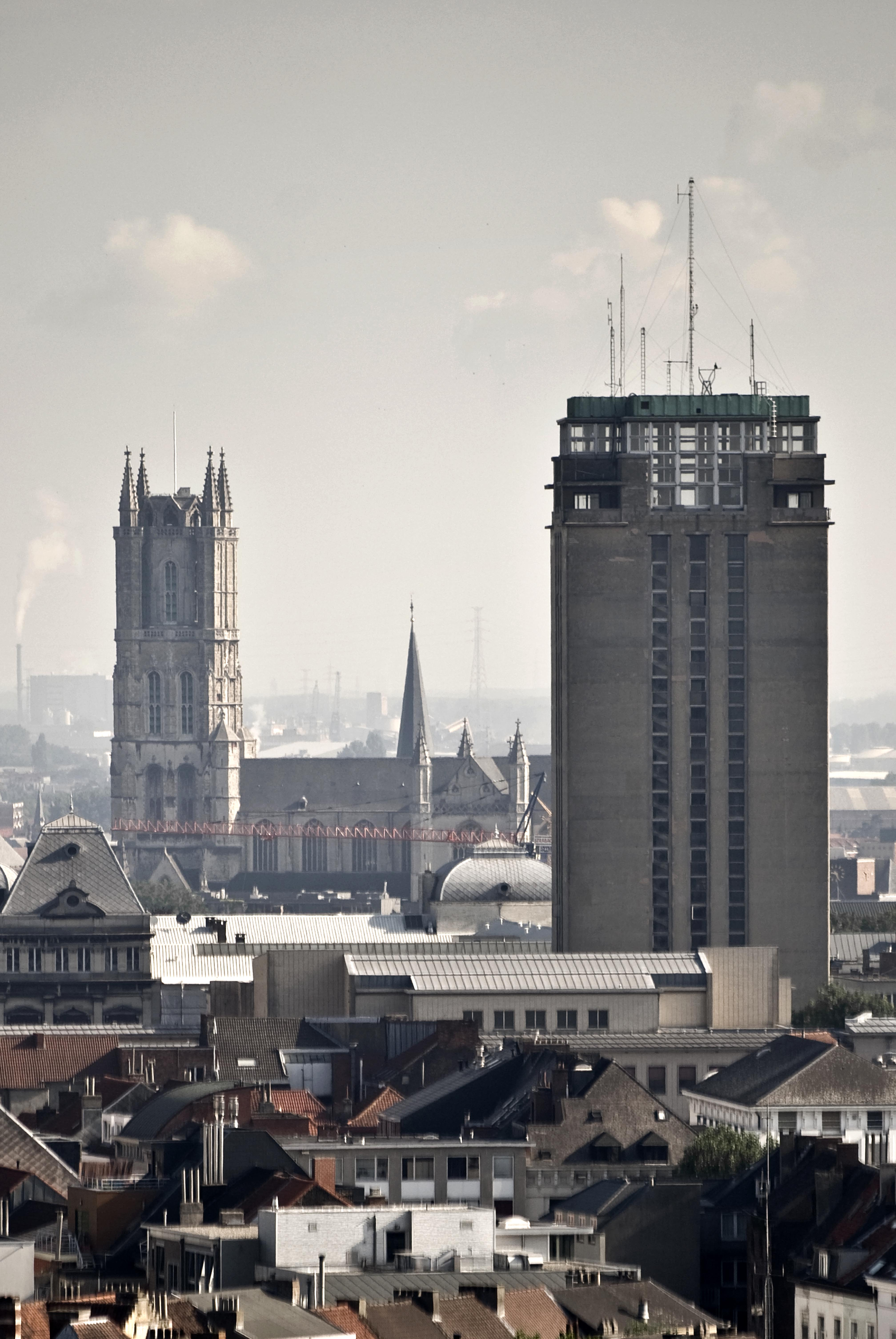
„Bücherturm“ der Universität Gent (rechts im Bild)

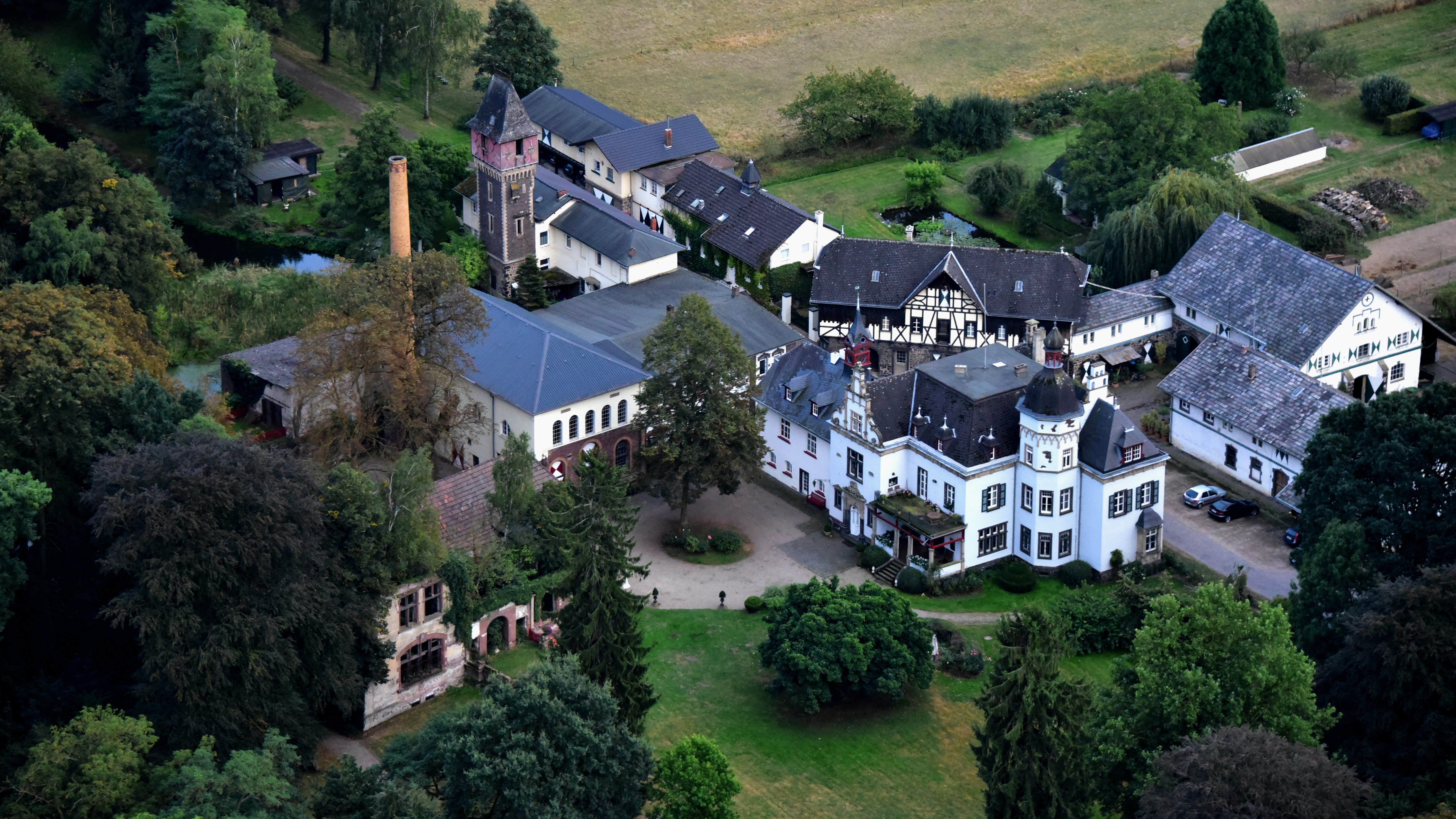
Gut Nettehammer, Luftaufnahme (2016)

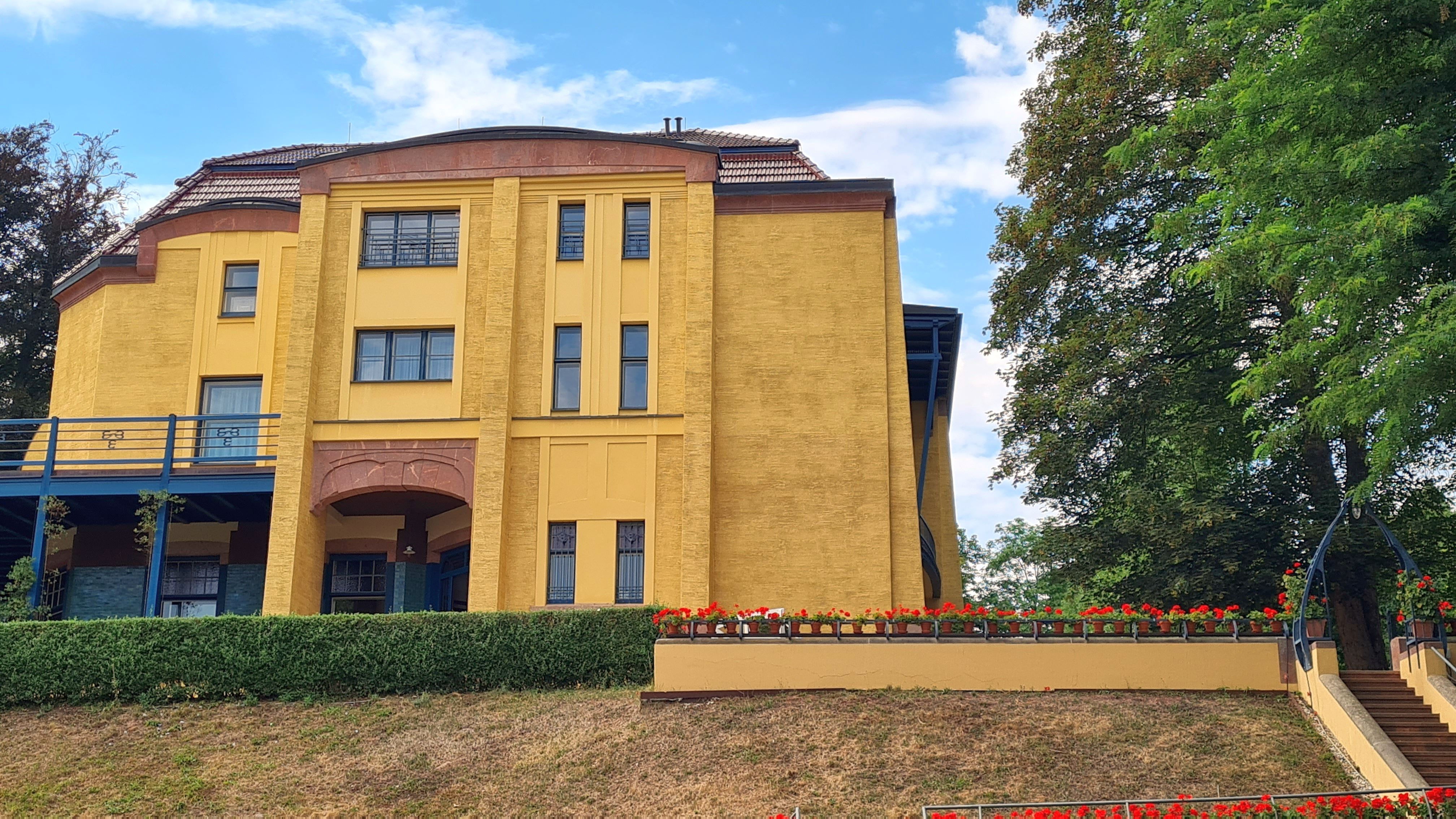
Villa Esche in Chemnitz

- 1895: Bloemenwerf, eigenes Wohnhaus in Uccle
- 1900–1902: Innenausbau für das Museum Folkwang in Hagen
- 1901–1904: Villa Leuring in Scheveningen, Wagenaarweg 30 (mit Jan Thorn Prikker)[15]
- 1901: Innenausbau des Kunstsalons von Paul Cassirer in Berlin
- 1902–1903, 1911: Villa Esche für die Unternehmerfamilie Herbert Esche in Chemnitz
- 1903: Nietzsche-Archiv in Weimar
Die Inneneinrichtung stellte nach seinen Entwürfen Hermann Scheidemantel her.
- 1903–1905: Inneneinrichtung für ein Sanatorium in Trebschen (Trzebiechów) in Schlesien (einziges Werk im heutigen Polen)
- 1904: Sommerhaus für Emil Possehl an der Strandpromenade in Travemünde (Reste der Einrichtung heute im Museum für Kunst und Gewerbe in Hamburg)
- 1905: Umbau und Inneneinrichtung einer Villa auf Gut Nettehammer in Andernach
- 1906–1907: Clubhaus des Chemnitzer Lawn-Tennis-Clubs in Chemnitz (nach dem Zweiten Weltkrieg abgerissen)
- 1906–1909: Kunstgewerbeschule in Weimar
- 1907–1908: Hohenhof, Wohnhaus für Karl Ernst Osthaus in Hagen
- 1907–1908: Haus Hohe Pappeln, eigenes Wohnhaus in Weimar
- 1908–1909: Umgestaltung der herrschaftlichen Räume des Schlosses Lauterbach für Arnold Esche
- 1910: Villa Springmann in Hagen
- 1909–1911: Ernst-Abbe-Denkmal in Jena (mit Werken der Bildhauer Max Klinger und Constantin Meunier)
- 1912–1913: Palais des Grafen Dürckheim in Weimar
- 1912–1914: Innere Umgestaltung des Schlosses Ralswiek auf Rügen für Hugo Sholto Oskar Georg von Douglas
- 1913–1914: Werkbund-Theater auf der Kölner Werkbundausstellung
- 1913–1914: Haus Schulenburg für den Unternehmer Paul Schulenburg in Gera
- 1913–1914: Wohnhaus für den Unternehmer Theo Koerner in Chemnitz
- 1913–1914: Haus Henneberg in Weimar
- 1916: Inneneinrichtung einer Wohnung für Heinrich und Rosemarie Mutzenbecher in Hamburg, Alsterchaussee 13 (mit Max Heidrich)[16]
- 1929–1931: Heinemanhof, Altersheim der Minna-James-Heineman-Stiftung in Hannover-Kirchrode
- 1932–1936 „Bücherturm“ (Universitätsbibliothek) und Institut für Archäologie der Universität Gent
- 1936–1942: Universitätsbibliothek der Technischen Hochschule Löwen, heute Stadtbibliothek Tweebronnen

## Schriften (Auswahl)
- Die drei Sünden wider die Schönheit. (übersetzt von Ferdinand Hardekopf; hrsg. von René Schickele) (= Europäische Bibliothek, Band 5.) Max Rascher Verlag, Zürich 1918.
- Zum neuen Stil. (aus seinen Schriften ausgewählt und eingeleitet von Hans Curjel) Piper, München 1955.
- Geschichte meines Lebens. (hrsg. und aus dem Manuskript übertragen von Hans Curjel) Piper, München 1962. (Volltext auf DBNL; PDF; 12,7 MB)